# Mycomya univittata
Mycomya univittata är en tvåvingeart som först beskrevs av Zetterstedt 1838.  Mycomya univittata ingår i släktet Mycomya och familjen svampmyggor. Inga underarter finns listade i Catalogue of Life.